# Livre pour orchestre

Le Livre pour orchestre est une œuvre du compositeur polonais Witold Lutosławski.
Elle a été écrite en 1968, soit un an après sa Seconde Symphonie, sur une commande de la ville de Hagen en Allemagne. Elle est considérée comme l'une des œuvres les plus importantes du musicien. Elle a été créée le 18 novembre 1968 par l'orchestre de la ville de Hagen.
Le titre fait référence aux Livres pour clavecin de François Couperin, juxtaposition de pièces diverses. Le déséquilibre des parties fait que le programme initial n'a pas été tenu et le compositeur a souhaité pour cela modifier le titre de l'œuvre, ce qui a été refusé par l'éditeur, le programme du concert de création ayant été publié.
Elle se compose de quatre parties, appelées « chapitres » la dernière étant la plus développée et séparées par de brefs intermèdes. L'exécution demande un peu plus de vingt minutes.
Lutoslawski a dédié cette œuvre à Berthold Lehmann, qui dirigea sa première exécution.